# Schloss Reisensburg

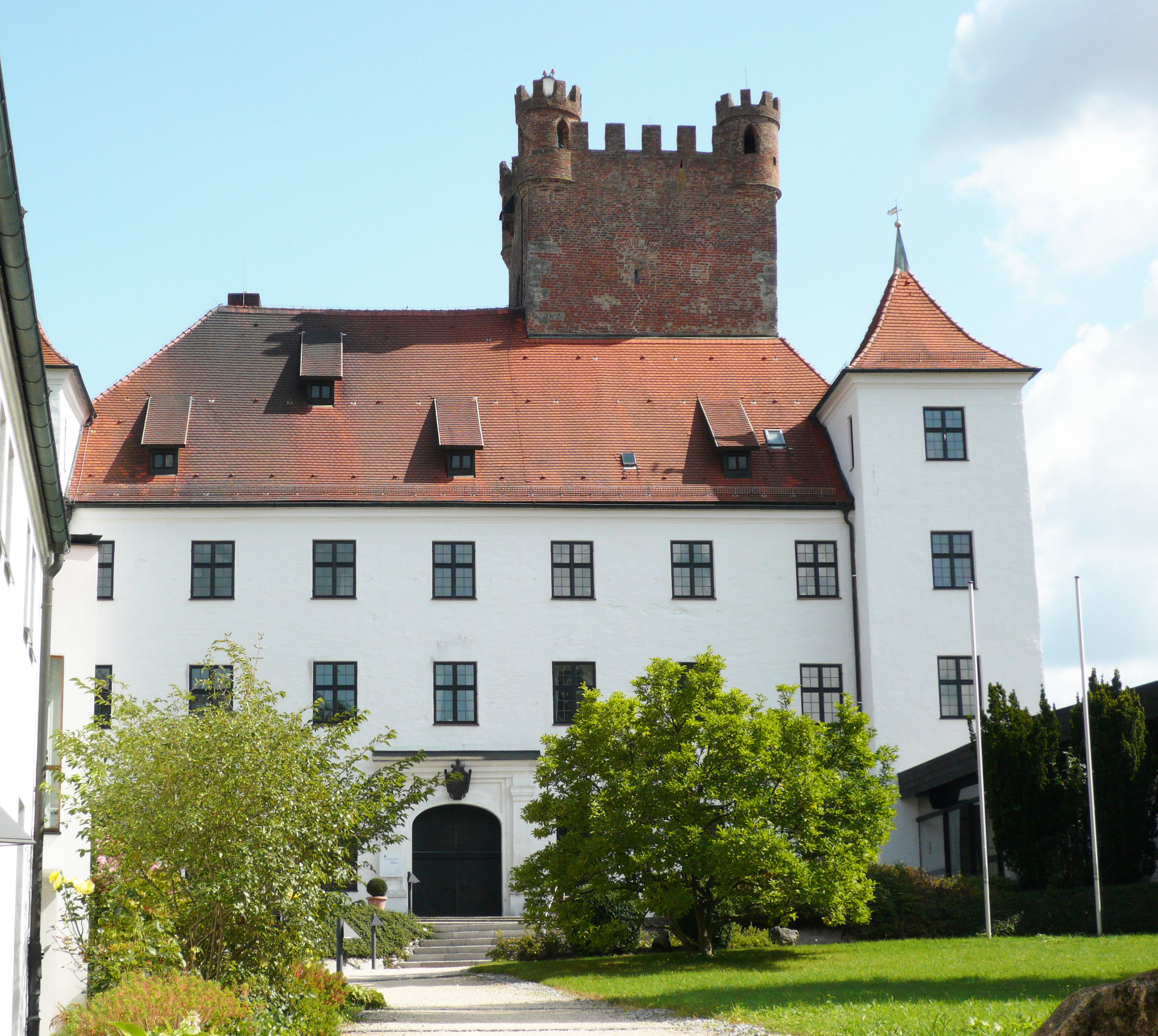
Schloss Reisensburg

Das Schloss Reisensburg an der Donau  bei Günzburg, ursprünglich Burg Reisensburg, war der Sitz des Luitpoldingers Berthold von Reisensburg und anderer Mitglieder der 955 aus Bayern vertriebenen Luitpoldinger Herzogsfamilie. 

Die Universität Ulm, die dort ein Wissenschaftszentrum (WZR) betreibt, fügte zum 1. Januar 1997 das Anwesen Schloss Reisensburg in das Körperschaftsvermögen der Universität Ulm als unselbständige Stiftung ein.

## Namensherkunft
"Rizinis" lautet die Schreibweise der ersten schriftlichen Nennung des Burgnamens – sie findet sich beim Geographen von Ravenna in dessen Werk "Cosmographia" (Kapitel IV 26). Der Ortsname könnte auf das germanische (oder indogermanische) Verb rīsan mit der Bedeutung "sich erheben" (vgl. das englische Verb "to rise") zurückgehen und damit auf die Lage der Burg auf einem weithin sichtbaren Hügel hindeuten. Eine andere Deutung meint, in dem Namen die althochdeutsche Wurzel hrisinon (Reisig) zu erkennen, was einen durch einen Verhau aus Reisig und Sträuchern geschützten Platz bezeichnen würde. Vielleicht steht der Name aber auch in Verbindung mit den Rucinates – einem Stamm der keltischen Vindeliker.

## Geschichte
Das Gelände des heutigen Schlosses wurde bereits vor 4000 Jahren besiedelt. Von den fünf vorgeschichtlichen Siedlungsgruppen, die aber nicht direkt aufeinander folgten, weiß man heute genaueres von je einer Besiedelung in der Jungsteinzeit und in der Bronzezeit. Die erste Burganlage wurde in der ersten Hälfte des 6. Jahrhunderts vom Geographen von Ravenna genannt, der sich auf den Goten Athanarid berief.
Im 10. Jahrhundert war die Burg im Besitz von Berthold von Reisensburg, der wegen seiner Beteiligung am Aufstand seines Vaters Arnulf (II.) und des Königssohns Liudolf gegen König Otto I. aus Bayern verbannt worden war und der danach vor der Schlacht auf dem Lechfeld die Aufmarschpläne von König Otto I. an die Ungarn verraten haben soll. Danach verschwand die Burg aus den schriftlichen Quellen und wurde erst im 12. Jahrhundert wieder im Zusammenhang mit verschiedenen Burgherren genannt. 
Im 16. Jahrhundert wurde die Burg zu einem Schloss umgebaut. 1604 verlor „die letzte Gruppe der feudalen Herren die Reisensburg“ (Universität Ulm). 1632 wurde das Schloss von schwedischen Landsknechten niedergebrannt. Nach dem Wiederaufbau wurde Reisensburg 1763 an die Freiherren von Eyb vererbt. Der letzte Nachfahre dieser Familienlinie starb am 27. März 1851. Maximilian Alexander von Riedheim kaufte die Anlage am 17. Juni 1852. Nach dem Zwangsverkauf 1920 wegen politischer Unruhen erwarb am 6. März 1966 das Internationale Institut für wissenschaftliche Zusammenarbeit e. V. das Schloss.